# Pointe des Aires
La Pointe des Aires és un cim de 3.028 m d'altitud, amb una prominència de 10 m, que es troba entre els pics de Troumouse i Heid, al massís de la Múnia, al departament dels Alts Pirineus (França).